# Gastronomia romana

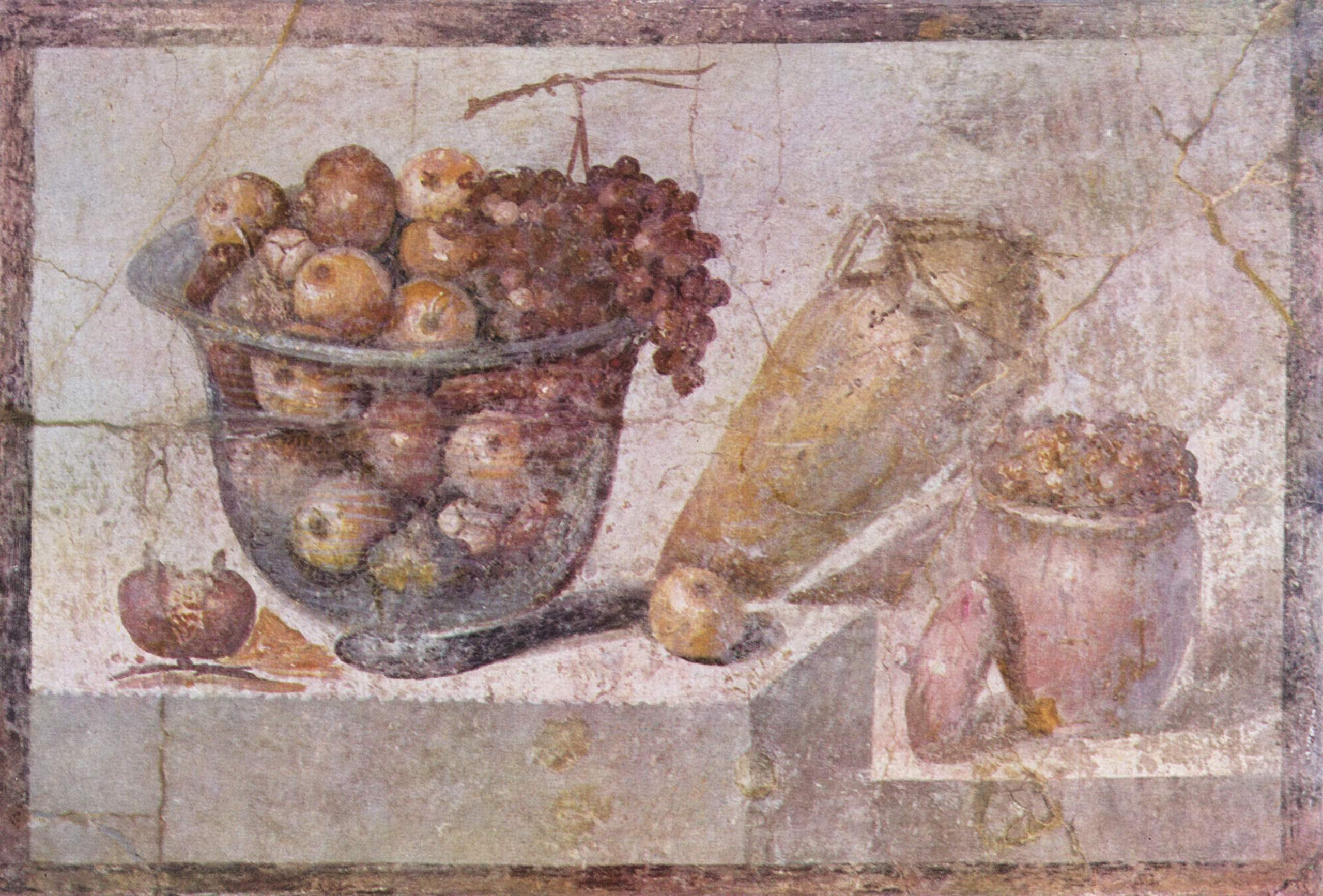
Pompeia, vers l'any 70 aC.

La gastronomia romana és la gastronomia pròpia de l'Imperi Romà a l'edat antiga. Com d'altres parts de la seva cultura, la gastronomia romana estava profundament influenciada pels costums grecs, així com pels canvis polítics durant els tretze segles que va durar i per l'enorme expansió de l'imperi. Així doncs, és prou complex resumir i dotar d'uniformitat la gastronomia de tota una civilització com la romana: no menjaven el mateix o de la mateixa manera un ciutadà d'Emèrita Augusta que un Alexandrí, però no deixa de ser cert que hi havia alguns trets comuns i/o majoritaris que donaven uniformitat a la gastronomia i als costums culinaris de tot l'imperi. Gràcies al llibre De re coquinaria d'Apici coneixem detalls precisos d'aquesta gastronomia.

## L'organització diària
Tradicionalment els romans prenien un esmorzar al matí, un dinar lleuger al migdia i el sopar, l'àpat principal del dia, al capvespre. Cap al s. II aC aquest esquema va variar lleugerament en les classes més altes. Els patricis van augmentar la mida del sopar, i van avançar-ne l'hora. També van introduir un nou àpat al migdia, el prandium, més complet que l'anterior dinar. Els plebeus, però, van mantenir l'antic esquema, perquè s'adaptava millor al ritme laboral.
Un romà de classe alta començava el dia amb el ientaculum, un esmorzar complet. Menjaven pa untat amb all, ous, formatge, mel, llet, fruita seca i raïm. Després del ientaculum venien les hores dedicades a fer els encàrrecs, la vida pública. Cap al migdia arribava l'hora del prandium, en què es menjaven, sobretot, les restes del sopar del dia abans. Després del prandium es podien prendre uns banys o enllestir les darreres feines, ja que s'acostava l'hora de sopar. Solia començar entre les 3 i les 4 de la tarda, però sempre era difícil de predir quan podia acabar. Se servien uns aperitius tals com ous, amanides, verdures, olives, xampinyons, ostres, i d'altres mol·luscs. El sopar en si mateix consistia en dos o tres plats de peixos molt variats i carn de xai, cabrit, porc o senglar. De darreries menjaven fruita seca. Els pobres s'alimentaven sobretot de verdures, peix, formatge, fruita, fruits secs, oli d'oliva, blat i llegums. Poques vegades menjaven carn.

## El vi i d'altres begudes alcohòliques
La cervesa ja era coneguda a Roma, però considerada de classe baixa i beguda calenta, en canvi, el vi era la beguda més apreciada pels romans, sobretot pels de més alta posició. Solien prendre'l barrejat amb aigua perquè no en podien controlar la fermentació, per la qual cosa la concentració d'alcohol era molt alta. El vi, com els aliments sòlids, era també condimentat de diverses maneres. Entre els productes més habituals trobem el passum, un vi fort i dolç de panses, el mulsum, una barreja de vi i mel força refrescant i el conditium, preparat com l'anterior però amb espècies madurades prèviament. El tipus de vi més conegut i apreciat era el conditum paradoxum: es coïa mel amb una mica de vi, i a la barreja se li afegien condiments com ara pebre, llentiscle, safrà, dàtils cuits o panses. Finalment, a la barreja s'hi afegia vi fins que perdia part de l'espessor. Vegem-ne la recepta en llatí de mà de Marc Gavi Apici, qui, al llibre De re coquinaria, detalla alguns plats típics de l'època:
1. Conditi paradoxi compositio: mellis pondo XV in aeneum vas mittuntur, praemissis vini sextariis duobus, ut in coctura mellis vinum decoquas. quod igni lento et aridis lignis calefactum, commotum ferula dum coquitur, si effervere coeperit, vini rore compescitur, praeter quod subtracto igni in se redit. cum perfrixerit, rursus accenditur. hoc secundo ac tertio fiet, ac tum demum remotum a foco post pridie despumatur. tum <mites> piperis uncias IV iam triti, masticis scripulos III, folii et croci dragmae singulae, dactilorum ossibus torridis quinque, isdemque dactilis vino mollitis, intercedente prius suffusione vini de suo modo ac numero ut tritura lenis habeatur. his omnibus paratis supermittis vini lenis sextaria XVIII. carbones perfecto aderunt [duo milia].

## Els aliments
El que coneixem actualment com a "dieta mediterrània" té molts punts en comú amb ço que es menjava llavors: llegums (els romans tenien especial predilecció per les faves, que relacionaven amb sistemes de prònostic del futur, per la qual cosa no seria forassenyat pensar que el costum de trobar una fava al tortell de reis pot estar relacionat amb aquesta creença), productes de l'horta mediterrània (col, all, api, raves, naps, carxofes), cereals, peix blau, oli d'oliva i vi, entre d'altres. De fet, la cuina de les classes populars era, en realitat, molt més propera a l'actual dieta mediterrània, i més saludable que la dels romans poderosos. Era més rica en greixos "bons", com l'Omega 3, gràcies al fet que el peix blau era un habitual a la taula dels pobres. També l'actual cuina del nord d'Àfrica ha agafat moltes característiques de la romana: en l'antiga civilització no es respectaven gaire els sabors naturals dels aliments, ja que els condimentaven molt, com fan actualment a la majoria de països del Magrib i del Màixriq. Un dels cereals més habituals era el farro, que s'usava per a fer pa. El gran ús de salses i condimentació amb espècies ve determinat per la constant pràctica de bullir qualsevol aliment abans de cuinar-lo.

## Els condiments
Les espècies eren els condiments més habituals. N'hi havia moltes: la farigola, el julivert, la menta, el pebre (era car, però molt comú; en totes les receptes hi havia pebre, fins i tot en les dolces), la mostassa (una altra espècia molt comuna), el gingebre, el sèsam, el coriandre, el cardamom, el comí (era, després del pebre, la més utilitzada a la cuina romana), el safrà (a banda de dotar els plats del seu color tan característic era usat al teatre: en llençaven entre el públic), la matafaluga (com ara, molt habitual en dolços), la mel i la sal (l'ús principal de la sal era per a la conservació d'aliments i a l'hora de menjar marisc, però no tenia l'ús tan comú de potenciador de sabors que té ara). Les espècies donaven una personalitat diferent a cada plat en què s'utilitzaven; per la qual cosa la cuina romana és molt matisada d'olors i sabors, però sempre el sabor de l'espècia predominava sobre el sabor natural de l'aliment.
Les herbes també s'usaven habitualment a la cuina. Les cultivaven als jardins, però també en collien de silvestres. En feien servir tant de fresques com de seques.

### Salses
Una part molt important de la condimentació eren les salses. N'hi havia quatre de principals: el garum, el liquamen, l'allec, i la muria.

## Costums a taula
A partir del 300 aC, els costums grecs van començar a influir en la cultura de les classes altes romanes. La creixent riquesa va portar àpats més grans i sofisticats. El valor nutricional no era considerat important, ans al contrari, els gourmets preferien el menjar amb baix contingut d'energia i nutrients. El menjar que es podia digerir fàcilment i els estimulants diürètics tenien gran importància.
A taula es vestia roba senzilla, i el sopar es consumia en una habitació especial, el triclinium. Aquí les persones es repenjaven en uns sofàs dissenyats especialment per a aquest ús, els lecti triclinaries. Al voltant de la taula, la mensa, hi havia tres lecti en formació de semicercle, on els esclaus podien servir fàcilment, i podien cabre fins a un màxim de tres persones normalment a cada lectus. Durant la monarquia i la república, només els homes podien ser al lectus. Tanmateix, a la república tardana i als temps imperials, sobretot entre l'aristocràcia, es permetia que les dones també es reclinessin durant els àpats. Tradicionalment, les dones sopaven assegudes en cadires davant dels marits. Hi havia més taules per a les begudes als costats dels sofàs. Tots els capçals estaven orientats cap al centre de la taula, amb els colzes esquerres sobre un coixí i els peus fora del sofà. D'aquesta manera, no més de nou persones podien sopar juntes en una taula. Qualsevol convidat addicional havia de seure en una cadira. Els esclaus normalment romanien dempeus.
Hi havia el costum de rentar-se els peus i les mans abans del sopar. El menjar s'agafava amb les puntes dels dits i amb dos tipus de culleres; la més gran era la ligula i la petita la cochlear. Aquesta última s'emprava per menjar caragols i mol·luscs, essent l'equivalent de la forquilla moderna. A taula s'hi partien grans trossos que després servien en plats més petits. Després de menjar un aliment es rentaven els dits i les estovalles, les mappae, s'empraven per netejar la boca. Els convidats podien portar les seves pròpies mappae per emportar-se les sobres del menjar o petits obsequis, els apophoreta. Tot el que no es menjava, com els ossos o les pellofes, es llençava a terra perquè ho escombressin els esclaus.
A l'estiu era popular menjar a fora. Moltes cases a Pompeia tenien sofàs de pedra en un lloc particular al jardí només per aquesta finalitat. Les persones s'estiraven per menjar només en ocasions formals, tanmateix, si l'àpat era rutinari, menjaven asseguts o dempeus.